# Tankavaara
Tankavaara är en kulle i Finland. Den ligger i Sodankylä kommun i landskapet Lappland, i den norra delen av landet, 900 km norr om huvudstaden Helsingfors. Toppen på Tankavaara är 423 meter över havet, eller 78 meter över den omgivande terrängen. Bredden vid basen är 1,8 km.
Tankavaara är också en liten by invid E75/väg 4, väster om denna kulle. Byn är känd för guldvaskning.
Terrängen runt Tankavaara är huvudsakligen platt.  Trakten runt Tankavaara är nära nog obefolkad, med mindre än två invånare per kvadratkilometer.